# Wiktor Szynaka
Wiktor Szynaka (ur. 8 stycznia 2001) – polski lekkoatleta specjalizujący się w biegach długodystansowych. Młodzieżowy mistrz Polski w biegu na 5000 metrów (Piaseczno 2022).

## Rekordy życiowe
Opracowano na podstawie
| Konkurencja          | Obiekt  | Data            | Miejsce     | Wynik    |
| -------------------- | ------- | --------------- | ----------- | -------- |
| bieg na 1000 metrów  | stadion | 21 lipca 2018   | Chojnice    | 2:32,80  |
| bieg na 1500 metrów  | stadion | 20 maja 2022    | Poznań      | 3:52,78  |
| bieg na 3000 metrów  | stadion | 22 maja 2021    | Gdańsk      | 8:13,49  |
| bieg na 5000 metrów  | stadion | 15 maja 2022    | Piaseczno   | 14:12,16 |
| bieg na 10000 metrów | stadion | 23 kwietna 2022 | Międzyrzecz | 29:59,51 |

## Osiągnięcia
Opracowano na podstawie
| Rok  | Impreza                            | Miejsce   | Konkurencja         | Pozycja    | Wynik    |
| ---- | ---------------------------------- | --------- | ------------------- | ---------- | -------- |
| 2021 | Młodzieżowe Mistrzostwa Polski U23 | Piaseczno | bieg na 5000 metrów | 2. miejsce | 14:22,41 |
| 2022 | Młodzieżowe Mistrzostwa Polski U23 | Piaseczno | bieg na 5000 metrów | 1. miejsce | 14:12,16 |